# 川端由美
川端 由美（かわばた ゆみ、1971年〈昭和46年〉1月29日 - ）は、日本の自動車評論家、環境ジャーナリスト。学位は修士（工学）（群馬大学）。電動モビリティシステム専門職大学電気自動車システム工学部准教授。
住友電気工業株式会社、株式会社二玄社に勤務したのち、フリーランスとなった。

## 来歴

### 生い立ち
母親の影響もあり、子供の頃から自動車が好きで、「車をつくれるらしい」と聞いたこともあり工学部に進学。群馬大学大学院に進学し、博士課程前期を修了し修士の学位を取得した。

### 評論家として
エンジニアとして住友電工に就職した。その後、二玄社に転職し、自動車雑誌『NAVI』の編集記者や『カーグラフィック』編集部にも所属。編集記者時代には小林彰太郎に直接教えを受けることもあり、徳大寺有恒を担当。退社後、2004年ごろからフリーランスのジャーナリストとして、自動車の環境問題と新技術を中心に取材活動を行う。L'Arc〜en〜Cielのファンクラブ会報誌を作っていた経歴もあるなど、自動車専門誌に加え、自動車技術誌、ライフスタイル誌、経済誌など、幅広い分野に寄稿。元エンジニア、女性、ジャーナリストとして、ハイブリッドな視点でリポートを展開する。2023年4月からは電動モビリティシステム専門職大学で教鞭を執ることになり、電気自動車システム工学部にて准教授に就任した。

## 人物
自動車評論
自動車評論には多様な意見が求められ、主観を書ける「変わったジャーナリズム」と位置付けている。
自動車
初めて所有した自動車は、アウトビアンキ・A112。現在所有しているのは、アルファロメオ・2000GTV（1973年型）、ユーノス・ロードスター、スマート・カブリオレ。
環境問題
小学生時代からボランティア活動に参加しており、リオサミットをきっかけに地球環境問題に興味を持ちはじめ、特に環境問題に関連したボランティア活動とエネルギー問題に関する情報収集を行ってきた。現在では、科学的な基礎と国際的なネットワークを生かした情報収集を行って、環境ジャーナリストとしても寄稿する。環境省有識者委員を務めたこともある。

## 委員
- 日本カー・オブ・ザ・イヤー選考委員（2010〜）
- World Car of the Year, Green Car expert（2014〜）[2]
- International Engine of the Year選考委員（2015〜）[2]

## 記名記事・書籍
- 東洋経済オンライン -  「自動車最前線」[7]
- Forbes Japan - リケジョの「自動車ジャーナリズム」[8]
- MOTA[9]
- 日経BP[10]
- 日経Automotive Technology  自動車部品産業成長への進路 : 新興市場と注目技術を徹底解説 - 2012年（協編）[11]
- カーグラフィック「Leader's Perspective」